# Soyuz MS-11
Soyuz MS-11 foi uma missão da nave Soyuz à Estação Espacial Internacional e a 140ª missão do programa russo iniciado em 1967. Ela transportou três astronautas, um russo, um canadense e uma norte-americana, que se integraram à tripulação residente levada no voo anterior, Soyuz MS-09, completando a Expedição 58 na estação. Durante a estadia em órbita os tripulantes também integraram a Expedição 59. O lançamento da espaçonave ocorreu em 3 de dezembro de 2018. Originalmente planejada para 20 de dezembro, ela foi antecipada em dezessete dias devido ao acidente no lançamento acontecido com a missão anterior, Soyuz MS-10.

## Tripulação
| Posição             | Cosmo/Astronauta    |
| ------------------- | ------------------- |
| Comandante          | Oleg Kononenko      |
| Engenheiro de voo 1 | David Saint-Jacques |
| Engenheira de voo 2 | Anne McClain        |

## Lançamento e acoplagem
Um mês e meio após um lançamento acidentado e uma emergência durante a missão Soyuz MS-10,  a MS-11 foi lançada mais de duas semanas antes do originalmente previsto, de maneira a cobrir o buraco deixado na tripulação da expedição em órbita na ISS, subindo ao espaço desde o Cosmódromo de Baikonur às 11:31 UTC de 3 de dezembro de 2018. Depois de uma ascensão sem problemas pela atmosfera e a entrada como planejado em órbita, seis horas depois – 17:33 UTC – a nave acoplou-se com o módulo Poisk da Estação Espacial Internacional, onde a tripulação recebeu as boas-vindas na tradicional cerimônia com os já ocupantes da estação. A nave permaneceu acoplada até o fim da missão servindo como escape de emergência.

## Retorno
Encerrada  a missão, a nave desacoplou-se da ISS com seus três tripulantes às 23:25 UTC de 24 de junho e iniciou seu retorno à Terra, pousando nas estepes do Casaquistão cerca de três horas depois, às 02:47 UTC de 25 de junho (hora local: 08:47), com a tripulação sendo recolhida em segurança pelas equipes de apoio em terra.

## Galeria
- Espaçonave e foguete sendo transportados para a torre de lançamento.
- David Saint-Jacques despede-se do filho através do vidro da sala de quarentena antes do lançamento.
- Lançamento em Baikonur.
- A espaçonave pouco antes da acoplagem com a ISS.
- Nave no momento do pouso.
- Anne McClain após seu primeiro pouso